# É o Tchan!
É o Tchan! es un grupo musical brasileño que toca música del género pagode. Fue formado en 1992 en Salvador de Bahía.

## Historia
Originalmente llamados Gera Samba entraron a la escena musical con su sencillo éxito «Pau Que Nasce Torto / Melô do Tchan». Lanzaron su primer álbum, "É o Tchan", en 1995 y fue triple platino.
Después de algunos problemas legales cambiaron su nombre a É o Tchan! y lanzaron su álbum Na Cabeça e na Cintura, que fue el mejor vendido del año 1996 con más de 2 millones de copias en Brasil.
El grupo se alcanzó popularidad debido a la combinación de ritmos contagiosos y coreografías realizadas por dos bailarinas, la rubia Carla Perez, y la morena Deborah Brasil. Las dos se convirtieron en grandes estrellas y aparecieron en portadas de la revista Playboy. El bailarín era el afrobrasileño Edson Gomes Cardoso Santos aka Jacaré. Carla Perez fue muy popular entre los niños y los jóvenes, al igual que la banda. Muchos productos fueron lanzados con su imagen como disfraces, álbumes de stickers y shorts cortos. Hubo mucha controversia cuando las altamente eróticas letras y coreografías se volvieron populares en concursos de baile infantiles.
En 1997 lanzaron su tercer álbum É o Tchan do Brasil, que se convirtió en el más vendido de ese año. Este álbum fue lanzado después de que Deborah dejó el grupo. Se realizó una audición en el show de domingo con mayor rating de Brasil, Domingão do Faustão. Poco después Carla Perez decidió dejar el grupo para iniciar su carrera en solitario y se realizó otra audición en el mismo programa de televisión. Además de la membresía al grupo la ganadora obtenía la oportunidad de realizar una portada para la revista Playboy.
Su cuarto álbum, É o Tchan no Havai, no fue tan exitoso como los anteriores pero aun así tuvo ventas altas y recibió la certificación de diamante. Su próximo álbum, É o Tchan na Selva también recibió certificación de diamante, pero la decaída del grupo fue eminente después de esto, ya que casi todos los miembros abandonaron el grupo para perseguir otros géneros musicales.
La alineación ha cambiado tres veces desde entonces y han lanzado dos álbumes y dos compilaciones. La segunda compilación (en DVD) recibió triple platino. Las rubias y morenas del grupo han mantenido la tradición de posar para revistas masculinas, pero ya no en Playboy después de su decaída, sino en la menos popular Revista Sexy.

## Discografía
- 1995 - É o Tchan
- 1996 - Na Cabeça e na Cintura
- 1997 - É o Tchan do Brasil
- 1998 - É o Tchan no Hawai
- 1999 - É o Tchan na Selva
- 2000 - Tchan.Com.Br
- 2001 - Funk Do Tchan
- 2003 - Ligado Em 220V
- 2005 - 10 Anos Ao Vivo

## Integrantes

### Bailarín masculino
- Carliños clobas
- Edson Gomes Cardoso Santos (Jacaré)

### Rubias
- 1995-1998 Carla Perez
- 1998-2003 Sheila Mello
- 2003-2007 Silmara Miranda
- 2007-2008 Iza Mattos
- 2010-presente Alessandra Quintino (Lelê Pingo De Mel)
- 2010-presente Gabriella Zecchinelli
- 2010-presente Karol Loren

### Morenas
- 1995-1997 Déborah Brasil
- 1997-2005 Scheila Carvalho
- 2005-2008 Aline Rosado
- 2005-2008; 2010-presente Juliane Almeida
- 2010-presente Juliana Chocolate
- 2010-presente Julie Pinho

### Vocalistas
- Beto Jamaica
- Compadre Washington
- Renatinho da Bahia
- Tonny Salles
- Jhonny Lopes
- Jack Fiaes